# Elecciones municipales de 2019 en La Adrada
Las elecciones municipales de 2019 se celebraron en La Adrada el domingo 26 de mayo, de acuerdo con el Real Decreto de convocatoria de elecciones locales en España dispuesto el 1 de abril de 2019 y publicado en el Boletín Oficial del Estado el día 2 de abril. Se eligieron los 11 concejales del pleno del Ayuntamiento de La Adrada, a través de un sistema proporcional (método d'Hondt), con listas cerradas y un umbral electoral del 5 %.

## Candidaturas
En abril de 2019 se publicaron 4 candidaturas, el PSOE con el anterior alcalde Roberto Aparicio Cuéllar a la cabeza, el Partido Popular con María del Pilar Martinez Saguar, el grupo Unión Solidaria Independiente de la Adrada con Juan José Tomás Esteban a la cabeza y Podemos con Víctor Manuel Sánchez Caamaño a la cabeza.

## Resultados
Tras las elecciones, el PSOE se proclamó ganador con 6 escaños, dos más que en la anterior legislatura consiguiendo la mayoría absoluta y la alcaldía para Roberto Aparicio Cuéllar, el PP se mantuvo con 4 escaños y U.S.I.A consiguió 1 escaño, dos menos que en la anterior legislatura.
| Candidatura     | Candidatura                                          | Votos | %                                       | Escaños                                 |
| --------------- | ---------------------------------------------------- | ----- | --------------------------------------- | --------------------------------------- |
|                 | Partido Socialista Obrero Español (PSOE)             | 670   | 46,43                                   | 6                                       |
|                 | Partido Popular (PP)                                 | 486   | 33,68                                   | 6                                       |
|                 | Unión Solidaria Independiente de la Adrada (U.S.I.A) | 187   | 12,96                                   | 1                                       |
|                 |                                                      |       |                                         |                                         |
| Podemos         | Podemos                                              | 73    | 5,06                                    | 0                                       |
| Votos en blanco | Votos en blanco                                      | 27    | 1,87                                    | n/a                                     |
| Votos válidos   | Votos válidos                                        | 1.416 | 100,00                                  | 11                                      |
| Votos nulos     | Votos nulos                                          | 441   | Participación: · \| \| 76,98 % \| 4,13% | Participación: · \| \| 76,98 % \| 4,13% |
| Votantes        | Votantes                                             | 1.475 | Participación: · \| \| 76,98 % \| 4,13% | Participación: · \| \| 76,98 % \| 4,13% |
| Electores       | Electores                                            | 1.916 | Participación: · \| \| 76,98 % \| 4,13% | Participación: · \| \| 76,98 % \| 4,13% |
|                 | 76,98 %                                              |       |                                         |                                         |

## Concejales electos
| N.º | Nombre                          | Lista | Lista   |
| --- | ------------------------------- | ----- | ------- |
| 1   | Roberto Aparicio Cuéllar        |       | PSOE    |
| 2   | María del Pilar Martínez Saguar |       | PP      |
| 3   | Gemma González Saugar           |       | PSOE    |
| 4   | Olga Selas Garrido              |       | PP      |
| 5   | Victoriano Rodríguez Rodríguez  |       | PSOE    |
| 6   | Juan José Tomás Esteban         |       | U.S.I.A |
| 7   | V. C. Satur                     |       | PSOE    |
| 8   | Mariano Sácido Cuerva           |       | PP      |
| 9   | Santiago Martínez González      |       | PSOE    |
| 10  | Azucena Díaz Rial               |       | PP      |
| 11  | María Cristina Sácido Romero    |       | PSOE    |